# Barragem da Tapada Grande
A Barragem da Tapada Grande localiza-se no concelho de Mértola, distrito de Beja, Portugal. É uma barragem mista terra/alvenaria.
A barragem estava integrada na Mina de São Domingos, tendo sido mandada construir pelos proprietários ingleses da mina para abastecer a aldeia de água, proporcionando momentos de convívio e lazer.
Inserida no Parque Natural do Vale do Guadiana, possui uma albufeira com 84 hectares.
Em 2001 é inaugurada a “Zona Balnear da Tapada Grande”. A Praia Fluvial da Tapada Grande é vigiada e galardoada com bandeira azul desde 2012, sendo intensamente utilizada.

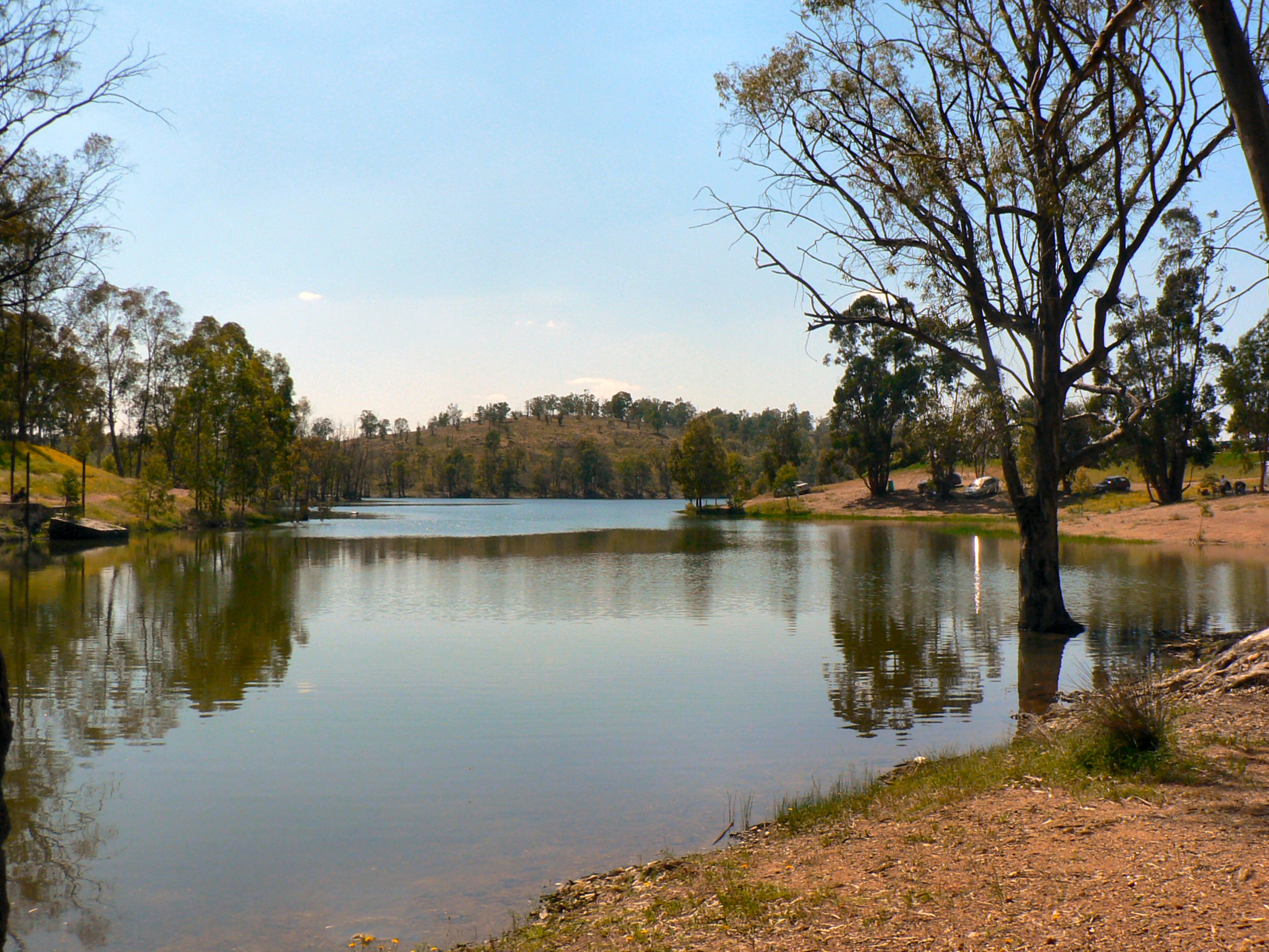
Tapada Grande
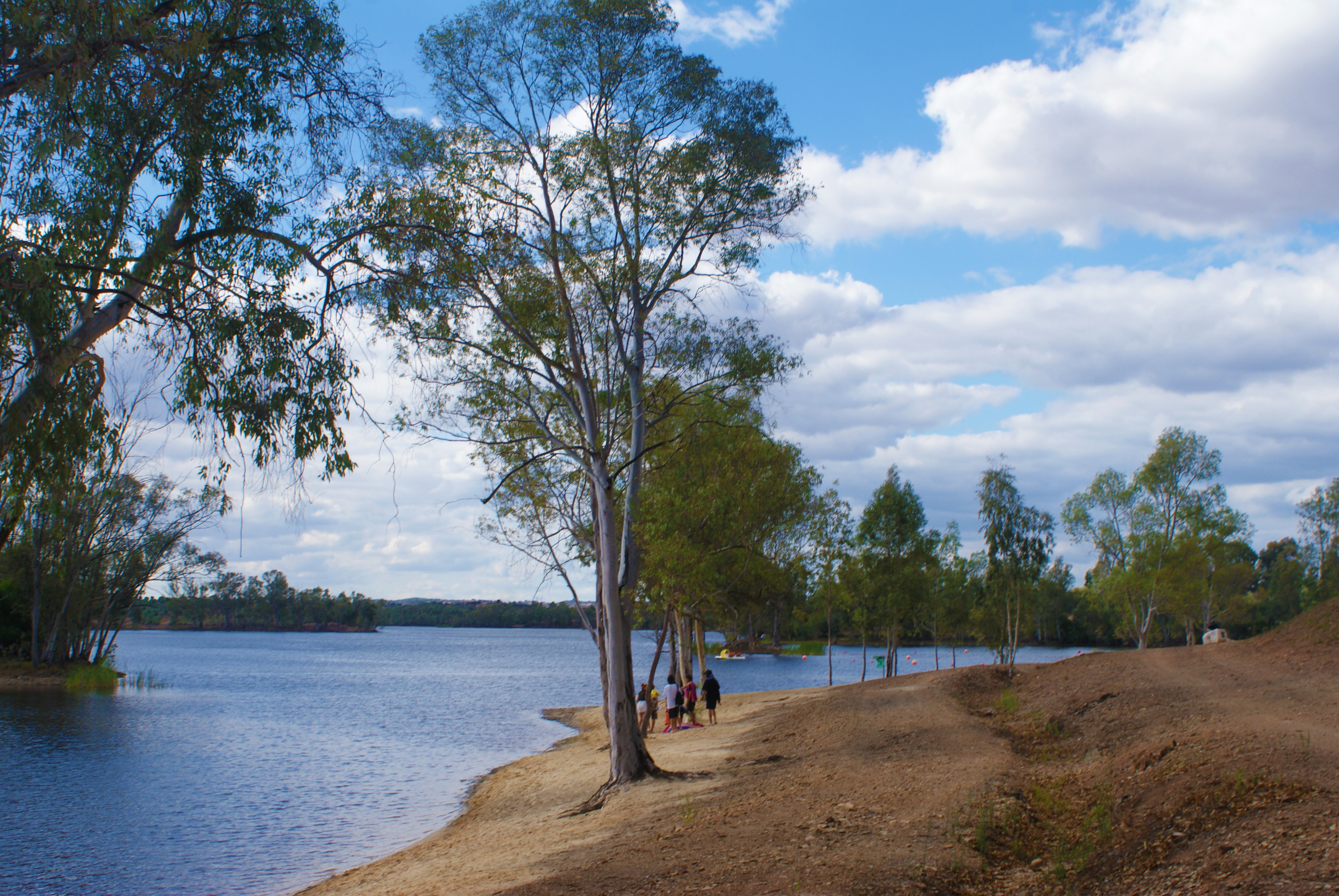
Tapada Grande